# Boonruen Choonhavan
 (septembre 2021).
Boonruen Choonhavan (née Sophot; Thaï : บุญเรือน ชุณหะวัณ; RTGS : Bunruean Chunhawan), née le 25 avril 1920 et morte le 14 août 2021, est une mondaine thaïlandaise, qui fut l’épouse de Chatichai Choonhavan, Premier ministre de Thaïlande et un parent de la reine mère Srinagarindra.

## Biographie
Chatichai et Boonruen ont eu deux enfants : une fille, Wanee Hongpraphas, et, un fils, Kraisak Choonhavan, politologue, activiste social et ancien sénateur.
Boonruen et tous ses frères et sœurs ont été parrainés par la princesse Srinagarindra lorsque celle-ci s'est rendue à Lausanne, en Suisse, en bateau depuis Penang en avril 1933 avec la princesse Sirindhorn, le prince Galyani Vadhana, le roi Ananda Mahidol et le prince Bhumibol Adulyadej. Plus tard, la princesse Srinagarindra s’est arrangée pour que Boonruen vive avec une famille suisse et continue à étudier dans un pensionnat pour filles. Boonruen a obtenu son diplôme en éducation des enfants et a accompagné la princesse Srinagarindra en Thaïlande en novembre 1938 ; elle est devenue enseignante à l’école maternelle de démonstration Laor Uthit Suan Dusit Institution.
Boonruen meurt à Bangkok de complications du Covid-19 le 14 août 2021, à l’âge de 101 ans.